# Pinball Illusions
Pinball Illusions est un jeu vidéo de flipper développé et édité par Digital Illusions CE, sorti en 1995 sur DOS et Amiga.

## Accueil
- Gen4 : 63 %[1]